# 甲溴喹酮
甲溴喹酮（英语：Mebroqualone，简称MBQ）是一种喹唑啉酮类GABA能药物，是甲氯喹酮的类似物，由于其对GABAA受体的β亚型具有激动剂活性，因此具有与其母体化合物相似的镇静和催眠特性。它最初是在1960年代合成的。甲溴喹酮与甲氯喹酮的不同之处在于其3-苯环上有一个溴原子而不是氯原子。它于1998年在德国被定为非法，但几乎没有其他信息可用。这种化合物似乎作为甲氯喹酮的设计师药物类似物在德国的黑市上出售。